# Miecław
Miecław (auch: Masław, Mojsław, Miesław; gestorben 1047) war zunächst der Mundschenk von Mieszko II. Lambert sowie dessen Verwalter in Masowien. Nach Mieszkos Tod und im Zuge der Heidnischen Reaktion in Polen übernahm er die Macht in Masowien als eigenständiger Herzog.

## Leben
Nach dem Tod von Mieszko II. Lambert kam es in Polen zu einer Heidnischen Reaktion. Die Königswitwe Richeza und ihr Sohn Kasimir I. Karl musste Polen verlassen. Möglicherweise wurden sie von Bolesław dem Vergessenen vertrieben. In dieser Zeit fiel Masowien vom polnischen Staat ab und Miecław beanspruchte spätestens im Zuge des Volksaufstand ab 1037 die Macht für sich. Sein Herzogtum wird als Miecławs Staat bezeichnet. Er begann eigene Münzen zu schlagen. Als Kasimir I. Karl um 1040 nach Polen zurückkehrte, schmiedete Miecław mit den Pommern und den Jatwingern gegen Kasimir. Zeitweise war es wohl sein Ziel, Kasimir abzulösen und eine eigene Dynastie in Polen zu gründen. 1041 kam es daher endgültig zum Bruch zwischen Kasimir und Miecław. Im gleichen Jahr unterlag er jedoch Kasimir in der Schlacht bei Pobiedziska. 1047 fiel er in einer weiteren Schlacht gegen Kasimir und den Kasimir unterstützenden Jaroslaw dem Weisen von Kiew. Möglicherweise überlebte er auch die Schlacht und floh nach Preußen, wo er kurz darauf von den Pruzzen erschlagen wurde. Nach seinem Tod übernahm Kasimir wieder die Macht in Masowien und gliederte es nach Polen ein.

## Ehe und Familie
Über Ehe und Kinder von Miecław ist nichts Gesichertes bekannt.

## Nachwelt
Miecław ist Protagonist zahlreicher Romane und Erzählungen. 